# 西村弘行
西村 弘行（にしむら ひろゆき、1945年〈昭和20年〉2月14日 - ）は、日本の農学者・実業家・学校経営者。農学博士（北海道大学）。北海道東海大学最後の学長。

## 略歴
神奈川県横浜市出身。1963年神奈川県立横浜緑ケ丘高等学校卒業、1967年東京農工大学農学部卒業。1969年名古屋大学大学院農学研究科修士課程修了。
1975米国カリフォルニア大学バークレー校博士研究員（～1977年）。北海道大学農学部助教授を経て、1988年北海道東海大学工学部教授、1989年北海道東海大学夕張バイオ試験農場場長、2003年北海道東海大学地域連携研究センター所長に就任。2006年北海道東海大学学長に就任（～2008年）。2008年東海大学副学長（北海道担当）。2011年東海大学を退職。東海大学名誉教授。北翔大学客員教授。2014年北翔大学及び北翔大学短期大学部の学長に就任。2018年2月に北翔大学学長退任。北翔大学名誉教授。
1974年、北海道大学より農学博士の学位を取得。学位論文の題は「含硫アミノ酸の放射線化学並びに光化学に関する研究」。
この他、1997年株式会社北海道バイオインダストリー代表取締役副社長、2000年ネイチャーテクノロジー株式会社取締役や2003年有限会社大地の香取締役に就任するなど実業家としても活躍した。現在は、北海道科学技術審議会副会長、北海道大学創成研究機構評価委員会委員長などを兼職。

## 研究
生物資源の総合的有効利用（ハスカップ、ヒマワリ）を研究。

## 受賞歴
- 日本農芸化学会奨励賞
- 特許庁長官奨励賞

## 主著
- 『未来の生物資源ユーカリ-そのバイオテクノロジーとバイオサイエンス』（内田老鶴圃, 1987年）
- 『「行者ニンニク」の凄い薬効-北海道の大地で驚異の発見』（朝日ソノラマ, 1995年）
- 『ギョウジャニンニクと北の健康野草 : 驚異の薬効とその秘密』（北海道新聞社, 1996年）
- 『北の健康野菜　行者ニンニクの薬効とその秘密』（北海道新聞社, 2011年）

## 恩師
メルヴィン・カルヴィン（1961年光合成研究でノーベル化学賞受賞）に師事。